# Henau (Hunsrück)
Henau település Németországban, Rajna-vidék-Pfalz tartományban. Lakosainak száma 155 fő (2023. december 31.). Henau Gemünden, Mengerschied és Königsau községekkel határos.

## Népesség
A település népességének változása:
| Lakosok száma | 199  | 143  | 143  | 154  | 159  | 155  |
|               | 1975 | 2017 | 2019 | 2021 | 2022 | 2023 |